# يوحنا هاربر
يوحنا هاربر (بالإنجليزية: John Harper)‏ (1 يناير 1883 في المملكة المتحدة - ) هو مدرب كرة قدم ولاعب كرة قدم بريطاني (وحمل سابقاً جنسية المملكة المتحدة لبريطانيا العظمى وأيرلندا) في مركز الهجوم. لعب مع برادفورد سيتي وMaybole Juniors F.C. ‏.